# ムンダリ語
ムンダリ語は、オーストロアジア語族ムンダ語派に属する言語である。言語分類的にはサンタル語に近い関係にある。話者はムンダ族の人々であり、インド、ネパール、バングラデシュに居住する。ムンダ語派全体をムンダ語と呼ぶこともあるが、この言語のムンダリという名称からサンタル語等とは区別してこの言語をムンダ語と呼ぶこともある。